# Dichotomius haroldi
Dichotomius haroldi là một loài bọ cánh cứng trong họ Bọ hung (Scarabaeidae).